# Vampyr - Il vampiro
Vampyr - Il vampiro (Vampyr - Der Traum des Allan Grey) è un film del 1932 diretto da Carl Theodor Dreyer.
Conosciuto anche come La strana avventura di David (o Allan) Gray, si tratta del primo film sonoro di Dreyer sebbene gli attori ricorrano poco al parlato. Il film si inserisce nell'ipotetica trilogia da cui ha avuto origine l'intera cinematografia sui vampiri. Anche se successivo al Dracula di Tod Browning e al Nosferatu di Murnau, Dreyer non ne subisce l'influenza ma, al contrario, traccia delle proprie convinzioni stilistiche e di contenuto che si discostano dalle opere precedenti. Una su tutte, la fonte di ispirazione che non è più il romanzo di Bram Stoker, bensì le novelle di Joseph Sheridan Le Fanu.

## Trama
Al calar della sera, un viaggiatore di nome Allan Grey arriva in una locanda presso il villaggio di Courtempierre, e lì affitta una camera per dormire. Il viaggiatore è però risvegliato all'improvviso da un vecchio, che entra nella stanza e lascia un pacchetto quadrato sul tavolo di Grey, sulla cui carta di imballaggio scrive "Zu öffnen nach meinem Tode" ("Da aprirsi alla mia morte"). Grey prende il pacchetto ed esce fuori dalla locanda. Alcune ombre lo guidano a un antico castello, dove vede le ombre che danzano e vagano. Aggirandosi per l'edificio in rovina, Grey intravede prima un soldato solitario con una gamba di legno, poi un altro vecchio e, infine, una misteriosa donna anziana.
Il viaggiatore allora lascia il castello e si dirige verso un maniero nelle vicinanze. Guardando attraverso una delle finestre, Grey scorge l'uomo che in precedenza gli ha dato il pacchetto aggirarsi per le sale della sua tenuta reggendo in mano un candelabro. Tutto a un tratto, però, il vecchio subisce il colpo di un'arma da fuoco da una figura di cui Grey vede solo l'ombra. Il fatto allarma la servitù del maniero e le due figlie dell'uomo, che accorrono in aiuto del vecchio, ma ormai è troppo tardi e il signore del maniero esala il suo ultimo respiro. Intanto, a Grey è concesso passare la notte nella casa dei servitori. Grey si ricorda del pacco lasciato dal signore del maniero e lo apre: all'interno trova un libro del 1820 Die Seltsame geschichte der Vampyre ("La strana storia dei vampiri") di Paul Bonnant. Gisèle, la figlia più giovane del signore del castello, conduce Grey alla biblioteca e gli dice che sua sorella, Léone, è gravemente malata. Proprio in quel momento i due vedono Léone aggirarsi fuori dalla tenuta, così la seguono. Tuttavia arrivano tardi, solo per trovare Léone a terra priva di sensi e con recenti ferite da morso.
Dopo averla portata di nuovo dentro grazie alla servitù, Grey viene a sapere, leggendo il libro, che Léone è caduta vittima di un vampiro, e che tali creature dell'Oltretomba sono in grado di piegare gli esseri umani alla loro volontà. Nel frattempo, giunge al maniero un medico dal villaggio vicino, e Allan lo riconosce come il vecchio che aveva visto nel castello. Il medico dice a Grey che è necessaria una trasfusione di sangue, così il giovane offre il suo sangue per salvare Léone. Spossato per la perdita di sangue, si addormenta. Allan viene poi svegliato di colpo da un servo, il quale gli dichiara che sta accadendo qualcosa di strano, e si precipita da Léone, dove sorprende il medico mentre sta tentando di avvelenare la ragazza. Il dottore, scoperto, riesce a fuggire dal maniero, ma anche Gisèle è sparita. Grey decide pertanto di seguire il medico verso il castello, in cui Grey ha una visione di se stesso sepolto vivo. Ripresosi dalla visione, trova e salva Gisèle, ma il medico riesce ancora a sfuggirgli.
Al maniero, intanto, un vecchio servitore trova il libro di Grey e scopre che un vampiro può essere sconfitto trafiggendogli il cuore con una barra di metallo. Il servo così si dirige subito al cimitero del villaggio, e lì si ricongiunge con Grey presso la tomba di una certa Marguerite Chopin. I due aprono la tomba e trovano la salma della vecchia perfettamente conservata. Il servitore conficca subito una grande barra di metallo attraverso il suo cuore, uccidendola. La donna era il vampiro e il soldato e il dottore sono i suoi servitori. Al castello del vampiro,  il soldato  muore cadendo dalle scale mentre cercava di sfuggire alle visioni del fantasma del padrone del maniero. Il medico, invece, si nasconde in un vecchio mulino, ma si ritrova bloccato in una camera dove sono riempiti sacchi di farina. Il vecchio servitore arriva e attiva i macchinari del mulino, riempiendo la camera con la farina e facendolo di conseguenza soffocare. La maledizione del vampiro è finalmente annullata e Léone si riprende. Gisèle e Grey, invece, attraversano il fiume in barca nella nebbia e, dopo aver attraccato, camminano verso una radura luminosa.

## Produzione
Liberamente ispirato ad alcune novelle di Joseph Sheridan Le Fanu, questo horror onirico affida il suo fascino più all'atmosfera e alla suggestione che alla tensione. I dialoghi sono ridotti al minimo, accompagnati da efficaci mix di rumori.
Il regista Carl Theodor Dreyer iniziò a ideare Vampyr verso la fine del 1929, un anno dopo l'uscita de La passione di Giovanna d'Arco. La casa produttrice avrebbe voluto che girasse un altro film a tema religioso, ma Dreyer rinunciò perché temeva di rimanere prigioniero dell'etichetta di "regista di film religiosi". Essendo il suo primo film sonoro, Dreyer andò in Inghilterra per studiare la tecnologia del cinema sonoro e lì si incontrò con lo scrittore danese Christen Jul che all'epoca risiedeva a Londra. Dreyer decise di creare una storia basata sul soprannaturale e a tal proposito lesse circa trenta racconti del mistero e del terrore. Dopo questa esperienza, Dreyer affermò con orgoglio: «Noi possiamo farla molto meglio questa roba!». Nel 1927, a Londra e New York, la versione teatrale di Dracula era stata un grande successo. Quindi Dreyer e Jul scrissero una storia basata sui vampiri, che Dreyer riteneva "andassero molto di moda ai tempi". Dreyer costruì la trama di Vampyr, utilizzando sia elementi da Carmilla, un racconto di vampiri con un sottotesto lesbico, che da The Room in the Dragon Volant, racconti entrambi scritti da Sheridan Le Fanu. Difficile fu la scelta del titolo del film. Inizialmente avrebbe dovuto essere Destino, poi Ombre dell'inferno, ma infine si decise per Il vampiro (Vampyr).
Celebre è la sequenza in soggettiva della sepoltura di David Gray, interpretato da uno dei produttori, il barone Nicolas de Gunzburg, sotto lo pseudonimo di Julian West.
.
Dreyer girò il film in Francia e lo montò, poi lo portò a Berlino per la post-sincronizzazione in inglese, francese e tedesco.

## Distribuzione
Dopo la prima proiezione al pubblico, il regista fu costretto dalla censura ad eliminare alcune scene ritenute troppo cruente per l'epoca, come l'agonia del dottore nel mulino e la morte del vampiro, che vennero notevolmente accorciate.
La première di Vampyr in Germania venne rimandata dall'UFA, perché lo studio voleva che fossero distribuiti prima i film americani Dracula e Frankenstein. La prima proiezione avvenne a Berlino il 6 maggio 1932. A questa prima, il pubblico fischiò il film e questo portò Dreyer a tagliare molte scene. In Francia la pellicola venne distribuita dalla Société Générale de Cinema. La prima a Parigi avvenne nel settembre 1932 dove Vampyr fu il primo film proiettato in un cinema di nuova costruzione sul boulevard Raspail. Alla prima di Vienna, il pubblico chiese addirittura indietro i soldi del biglietto. Quando questo fu negato, scoppiò una sommossa che portò la polizia a ristabilire l'ordine con l'uso dei manganelli. Quando il film venne proiettato per la prima volta a Copenaghen, in Danimarca, nel marzo 1933, Dreyer non partecipò. Il regista ebbe un esaurimento nervoso e dovette ricoverarsi in una clinica psichiatrica in Francia. Il film fu un fallimento commerciale.
Esistono del film numerose versioni differenti da paese a paese per metraggio e mancanza di alcune scene. Gli elementi originali (i negativi della pellicola e i negativi del sonoro delle tre colonne in tedesco, francese e inglese) sono andati ormai perduti. Sono giunte fino a noi solo un certo numero di copie originali incomplete e consumate dal tempo e dall'usura. Per il restauro del film in formato DVD sono state quindi messe insieme diverse versioni al fine di raggiungere una qualità e una completezza accettabili. Con le copie incomplete della versione tedesca e francese nel 1998, a cura della Stiftung Deutsche Kinemathek e della Cineteca di Bologna, fu realizzata un'edizione tedesca il cui sottotitolo è Der Traum des Allan Grey.
Per il mercato statunitense fu distribuita una versione (più breve dell'originale) col titolo The Castle of Doom.